# Greenpeace
Greenpeace [ˈgriːnpiːs] (deutsch: „grüner Frieden“) ist eine 1971 gegründete, transnationale politische Non-Profit-Organisation, welche sich für Umwelt-, Natur- und Klimaschutz sowie Frieden einsetzt und nach eigenen Aussagen „mit direkten gewaltfreien Aktionen für den Schutz der natürlichen Lebensgrundlagen von Mensch und Natur und Gerechtigkeit für alle Lebewesen kämpft“.
Die Organisation wurde von Friedensaktivisten in Vancouver, Kanada gegründet und durch Kampagnen gegen Kernwaffentests und Aktionen gegen den Walfang bekannt. Später konzentrierte sich die Organisation darüber hinaus auf weitere Themen wie Überfischung, die globale Erwärmung, die Zerstörung von Urwäldern, Atomenergie und Gentechnik. Zudem weist Greenpeace auch auf Alternativen durch technische Innovationen hin.
Greenpeace hatte nach eigenen Angaben 2021 weltweit rund dreieinhalb Millionen Fördermitglieder und beschäftigte rund 3.300 Mitarbeiter. Greenpeace Deutschland hat rund 632.000 Fördermitglieder. Es gibt in über 55 Staaten weltweit Greenpeace-Büros und 26 regionale Büros.

## Geschichte

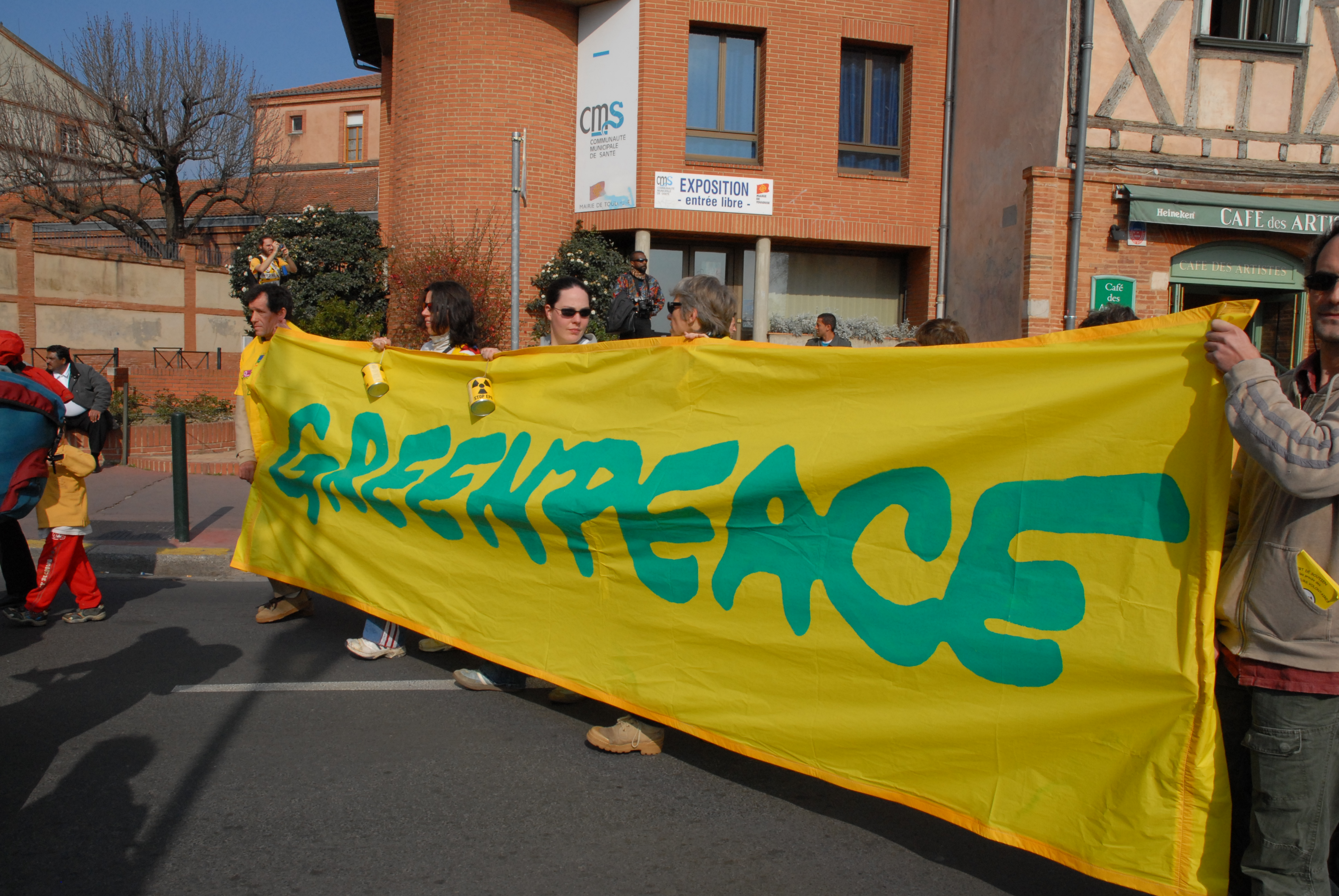
Greenpeace-Demonstration in Toulouse gegen den Bau eines EPR (2007)

Die Organisation entstand Anfang der 1970er-Jahre im kanadischen Vancouver aus der Formation Don’t Make a Wave Committee, die von US-amerikanischen und kanadischen Atomkraftgegnern und Pazifisten gegründet worden war. Dieses Komitee kam in der Absicht zusammen, eine Serie von Atombombentests zu verhindern.

### Benefizkonzert 1970
Am 16. Oktober 1970 gaben Joni Mitchell, James Taylor und Phil Ochs im Pacific Coliseum in Vancouver ein Benefizkonzert, dessen Erlös (Eintritt: 3 Dollar pro Person) einer kleinen Gruppe friedensbewegter Menschen zugutekam, die planten, mit einem Schiff vor der Küste Alaskas gegen den anstehenden Atomtest auf Amchitka zu protestieren. Der Name der geplanten Aktion lautete Greenpeace.
Irving Stowe organisierte das Konzert und wurde von Joan Baez unterstützt; Baez konnte damals nicht am Konzert teilnehmen, stellte aber die Verbindung zwischen Stowe und Mitchell her und Mitchell lud ihren damaligen Freund James Taylor zum Konzert ein.
Das Konzert wurde 1970 auf Band aufgezeichnet und die Bänder von Familie Stowe verwahrt. Die Stowes hatten nie das Geld, aber immer die Hoffnung gehabt, das Konzert irgendwann veröffentlichen zu können. Somit konnte die Familie die erforderlichen Restaurierungen nicht selbst durchführen und wusste auch nicht, wie sie sich die Rechte am Mitschnitt sichern könnte.
Das änderte sich 2006, als John Timmins, Bruder eines Cowboy-Junkies-Mitgliedes, als „Foundation Officer“ zu Greenpeace kam. Als Timmins von den Bändern erfuhr, besuchte er Barbara Stowe, Irvings Tochter, die ihm diese Geschichte erzählte. Timmins gelang es danach, Joni Mitchell und James Taylors Vertreter zu kontaktieren, die erforderliche Erlaubnis zur Restaurierung der Bänder zu erhalten und die Rechte zur Veröffentlichung der Aufnahmen zu sichern. Das Benefizkonzert wurde dann im November 2009 durch Greenpeace als CD und Download-Album mit dem Namen Amchitka, the 1970 concert that launched Greenpeace veröffentlicht und wird seither über eine eigene Website vertrieben.

### Aktion Greenpeace 1971
Die Aktivisten des Don’t Make a Wave Committee charterten am 15. September 1971 den von John Cormack befehligten Fischkutter „Phyllis Cormack“ mit der Absicht, den angesetzten zweiten Atomtest zu stören und die Zündung der Bomben zu verhindern. Das Schiff wurde in Greenpeace umbenannt und setzte die Segel in Richtung des Testgeländes nach Amchitka. Doch die US Coast Guard fing die Phyllis Cormack mit ihrem Küstenwachschiff Confidence ab und zwang sie, zum Hafen zurückzukehren.
Auf ihrer Rückkehr nach Alaska erfuhr die Mannschaft, dass in allen größeren Städten Kanadas Proteste stattgefunden und die USA den zweiten unterirdischen Test auf den November verschoben hatten. Die Versuche, mit einem zweiten gecharterten Schiff in die Testzone zu fahren, schlugen zwar fehl, dennoch fanden bei Amchitka keine weiteren Atomtests mehr statt.
Später änderte auch die Organisation ihren Namen in „Greenpeace“.

### Mururoa-Atoll und das Rammen der Vega 1972/73
Im Mai 1972 veröffentlichte die neu gegründete Greenpeace-Stiftung einen Appell an verständnisvolle Kapitäne, um ihnen beim Protest gegen die Atomtests der französischen Regierung im Pazifik-Atoll Mururoa zu helfen. Eine Antwort kam hierbei von David McTaggart, einem Kanadier und früheren Unternehmer, der zu diesem Zeitpunkt in Neuseeland lebte.
McTaggart verkaufte seine Geschäftsinteressen und zog in den Südpazifik. Sein Handeln war eine Reaktion auf eine Gasexplosion, die einen Angestellten in einer seiner Skihütten ernsthaft verletzt hatte. Entrüstet darüber, dass jede Regierung ihn von jedem Teil des Pazifiks ausschließen könnte, stellte er aus dem Grund seine Jacht, die Vega, zur Verfügung und machte sich daran, eine Mannschaft zusammenzustellen.
1973 fuhr McTaggart die Vega in die Ausschlusszone um Mururoa, damit sein Schiff von der französischen Marine gerammt wurde. Als er den Protest im Folgejahr wiederholte, bestiegen französische Seeleute die Vega und schlugen ihn zusammen.
Später veröffentlichte die Marine organisierte Fotos, wie sich McTaggart mit oberen Marineoffizieren eine Schlägerei liefert, und verlangte von den beiden gegnerischen Parteien mehr Zurückhaltung. In einem anderen Licht erschien der Sachverhalt, als in den Medien Fotos erschienen, die McTaggart während der Schlägerei zeigen, die das Mannschaftsmitglied Anne-Marie Horne aufnahm und aus der Jacht schmuggelte.
Die Kampagne zeigte Wirkung, als die französische Regierung eine Unterbrechung der oberirdischen Tests bekannt gab, wenngleich sie diese fortan unterirdisch durchführte. Auch in der Folgezeit veranstaltete Greenpeace Kampagnen gegen die Tests im Pazifik, bis die Franzosen ihr Testprogramm 1995 zu Ende brachten.

### Greenpeace International 1979
1975 gab es 15–20 verschiedene Gruppen mit dem Namen Greenpeace, erst später wurden sie in einer Organisation zusammengefasst, die am 14. Oktober 1979 unter dem Namen Greenpeace International gegründet wurde. Prominente Gründungsmitglieder waren unter anderem David McTaggart, Robert Hunter und Patrick Moore.
Auf Initiative McTaggarts wurde das Hauptquartier nach Europa verlegt, wo es gut organisierte Ableger gab, welche finanziell besser aufgestellt waren als die kanadische Organisation.

### Die Versenkung der Rainbow Warrior 1985
1985 sollte die Rainbow Warrior zum Mururoa-Atoll in Französisch-Polynesien fahren, um gegen die dort stattfindenden französischen Atomtests zu protestieren.
Im neuseeländischen Hafen von Auckland vor Anker liegend wurde sie am 10. Juli 1985 durch Agenten des französischen Auslands-Nachrichtendienstes (DGSE) versenkt. Dabei ertrank der Greenpeace-Fotograf Fernando Pereira.

## Aktivitäten

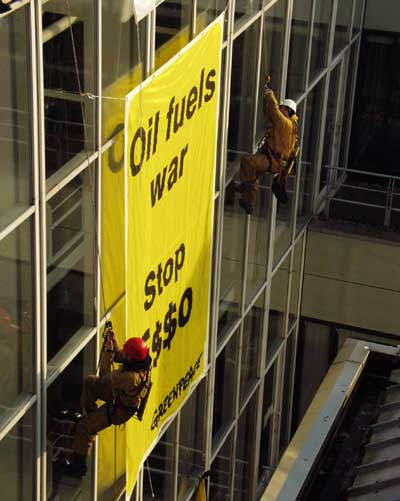
Greenpeace-Aktion gegen Esso

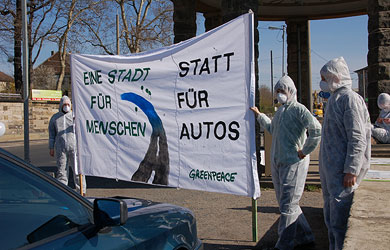
Aktion gegen die Waldschlösschenbrücke und die damit verbundene CO_{2}-Emission

Ein zentrales Element der Greenpeace-Arbeit ist die Aktion. Hierbei begeben sich Aktivisten an einen Ort, der ihrer Auffassung nach symbolisch für Umweltzerstörung steht und protestieren dort meistens mit Transparenten. Mittels oft spektakulärer Auftritte direkt am Ort des Geschehens versucht die Organisation, die Öffentlichkeit aufmerksam zu machen, um meist große Industriekonzerne oder Regierungen durch öffentlichen Druck zum Einlenken zu bewegen. Diese Art des Auftretens machte die Organisation in den 1980er-Jahren bekannt.
Neben eher konventionellen Methoden von Umweltorganisationen wie Beeinflussung von Politikern und Anwesenheit bei internationalen Organisationen verfolgt Greenpeace noch die ausdrückliche Methodik direkter Aktionen ohne Gewaltanwendung.
Die Methode, die Aufmerksamkeit der Öffentlichkeit auf sich zu lenken, wurde vom „Bearing Witness“ (Zeugnis ablegen) der Quäker abgeleitet. Dabei geht es Greenpeace nach eigenen Angaben darum, „Zeugnis abzulegen“ über Unrecht, das der Meinung der Organisation nach geschieht. So positionieren sich beispielsweise Mitglieder öffentlichkeitswirksam zwischen der Harpune der Walfänger und deren Beute oder dringen in Atomkraftwerke ein. Um ihre Standpunkte wissenschaftlich belegen beziehungsweise neue Standpunkte entwickeln zu können, beauftragt Greenpeace wie andere Umweltschutzorganisationen Wissenschaftler mit dem Anfertigen von Studien. Außerdem ist Greenpeace in vielen internationalen Gremien beratend tätig.
Von anderen Umweltschutzorganisationen grenzt sich Greenpeace unter anderem durch die Beschränkung auf bestimmte, meist weltweit verfolgte, öffentlichkeitswirksame Themengebiete ab wie zum Beispiel Atomkraft, Globale Erwärmung, Biodiversität und Artenschutz, Grüne Gentechnik, Biopatente und Chemie. Bereits seit längerem plädiert die Umweltschutzorganisation gegen den Import von Atomstrom. Eine weitere Kampagne der Organisation richtet sich beispielsweise gegen H&M. Der Modehersteller verwende zu viele chemische Zusätze in Kleidungsstücken. Nach langem Hin und Her beugte sich H&M und sicherte Greenpeace die Verringerung der chemischen Zusätze zu. Themen wie Verkehr oder Hausmüll spielen höchstens eine untergeordnete Rolle in einigen Greenpeace-Länderbüros. Auch ist Greenpeace entgegen weitläufigen Annahmen keine Tierschutzorganisation.
Seit 1998 richtet der Schweizer Ableger Solarcamps zur Beschleunigung der Energiewende und MINT-Bildung aus.

### Bekannte Kampagnen und Veröffentlichungen
Die Umwandlung von Greenpeace von einem losen Netzwerk hin zu einer weltweiten Organisation geht hauptsächlich auf Ideen von McTaggart zurück. Dieser fasste seine Vorstöße in einer Mitteilung von 1994 folgendermaßen zusammen:

„Keine Kampagne sollte ohne klare Ziele begonnen werden; keine Kampagne sollte begonnen werden, ohne dass die Möglichkeit auf Erfolg besteht; keine Kampagne sollte begonnen werden, ohne dass man beabsichtigt, sie konsequent zu Ende zu führen.“

#### Die Brent-Spar-Kampagne
1995 erreichte Greenpeace durch die Besetzung des schwimmenden Öltanks Brent Spar, dass die Betreiberfirmen Shell und Exxon von der geplanten Versenkung im Nordatlantik Abstand nahmen und die Anlage stattdessen an Land entsorgen ließen. Die Kampagne führte zu einem Verbot der Versenkung von Ölplattformen im Nordatlantik. Im Zuge der Kampagne hatte Greenpeace grob falsche Schätzungen zur Menge der Ölrückstände auf der Plattform veröffentlicht. Die Organisation hat sich für die falschen Zahlen bei Shell und der Öffentlichkeit entschuldigt.

#### Kampagnen gegen Mahagoni-Holz
2001 organisierte Greenpeace eine Aktion gegen die US-Importe von brasilianischem Mahagoni-Holz im Wert von zehn Millionen US-Dollar, nachdem die brasilianische Regierung eine Wartefrist für Exporte von Mahagoni-Holz verhängt hatte. Am 12. April 2002 enterten zwei Vertreter von Greenpeace das Schiff und trugen das Mahagoni-Holz, um ein Transparent mit der Aufschrift „Präsident Bush, stoppen Sie die illegale Abholzung“ aufzuhängen. Die beiden Vertreter wurden zusammen mit vier anderen, die ihnen halfen, verhaftet. Nachdem sie sich schuldig bekannt und ein Ordnungsgeld gezahlt hatten, wurden sie zu einem Wochenende Gefängnis verurteilt.
Am 18. Juli 2003 verwendete das Justizministerium der USA den Vorfall dazu, die gesamte Organisation Greenpeace an sich unter das 1872 verabschiedete und relativ unbekannte „Sailormongering-Gesetz“ zu stellen, das 1890 zuletzt angewendet worden war. Die Berufung auf dieses Gesetz, was den Zweck hatte, gewaltlose Demonstranten kriminell einstufen und strafrechtlich verfolgen zu können, löste auf der ganzen Welt Proteste aus. Zu den Kritikern dieser strafrechtlichen Verfolgung gehörten Al Gore, Patrick Leahy, die National Association for the Advancement of Colored People, die ACLU of Florida und die People For the American Way. Das Ministerium stellte dies später beim Bundesgericht in Miami am 14. November 2003 auf eine überarbeitete Anklageschrift um, indem es die Aussage, dass Greenpeace fälschlicherweise behauptet hätte, dass das Mahagoni-Holz auf dem betroffenen Schiff Schmuggelware sei, fallen ließ.
Am 16. Mai 2004 entschied der zuständige Richter Adalberto Jordan zugunsten von Greenpeace und kam zu dem Ergebnis, dass „die Anklage eine seltene – und wohl auch beispiellose – strafrechtliche Verfolgung einer rechtlich legalen Gruppe“ darstellt, deren Verhalten zur freien Meinungsäußerung gehöre.

#### Kampagnen gegen IT-Hersteller
In den letzten Jahren haben es sich Greenpeace-Aktivisten zur Aufgabe gemacht, Hersteller der IT-Industrie durch Kampagnen zu umweltbewussterem Handeln im Sinne von Green IT zu bewegen.
Zum Beispiel blockierten 2004 niederländische Greenpeace-Aktivisten in diesem Zusammenhang das Utrechter Büro der Firma Hewlett-Packard und im Mai 2005 wurde vor der Genfer Zentrale eine LKW-Ladung Elektronikschrott abgeworfen. Im Dezember 2005 demonstrierten erneut Aktivisten vor dem Hauptquartier in Palo Alto, weil die Firma als führendes Unternehmen der Branche weitaus mehr gefährliche Stoffe bei der Produktion verwendet als die Konkurrenzunternehmen.
2006 rief Greenpeace im Internet im Rahmen einer Mitmachkampagne die Apple-Nutzer zur kreativen Beteiligung auf, um den Hersteller dazu zu bewegen, weniger giftige Chemikalien bei der Herstellung seiner Geräte zu verwenden. Ferner wurde hierbei das eingeschränkte Rücknahme- und Recyclingprogramm für Altgeräte von Apple kritisiert. Für diese Aktion wurde Greenpeace 2007 von der International Academy of Digital Arts and Sciences bei der 11. Verleihung des Webby Awards mit einem Preis in der Sparte „Aktivismus“ ausgezeichnet.

#### Kampagnen gegen gefährliche Textilchemikalien
Im Juli 2011 begann Greenpeace mit der Kampagne Detox, die sich gegen den Einsatz gefährlicher Chemikalien in der Textilindustrie richtet. Textilchemikalien verschmutzen das Trinkwasser in China und zahlreichen Entwicklungsstaaten. Vielerorts gelangt dieses verschmutzte Wasser in das Trinkwasser der Anwohner dieser Gewässer. Viele der Chemikalien sind langlebig.

#### Kampagnen gegen Kohlepolitik
Zuletzt im Herbst 2014 machte Greenpeace durch eine Aktion mit einem Schaufelrad auf der SPD-Zentrale in Berlin auf die Kohlepolitik der Bundesregierung aufmerksam, verbunden mit der Botschaft an den Bundeswirtschaftsminister Sigmar Gabriel „Kohle zerstört das Klima!“.

#### TTIPleaks
Anfang Mai 2016 gelangte Greenpeace in Besitz einer großen Menge Abschriften von geheimen Verhandlungsdokumenten zum geplanten Freihandelsabkommen zwischen den USA und der Europäischen Union. Die Dokumente wurden vom NDR und der Süddeutschen Zeitung verifiziert und veröffentlicht. Greenpeace stellte in den Folgetagen vor dem Brandenburger Tor in unmittelbarer Nähe zum Reichstagsgebäude in Berlin einen auf einen LKW aufgebockten gläsernen Lesesaal auf, in dem die Dokumente frei einsehbar waren. Nach einer repräsentativen Umfrage von „gut eintausend“ Bürgern durch ARD-Deutschlandtrend kurz nach den Veröffentlichungen äußerten 79 % der Befragten Zweifel am Erhalt des Verbraucherschutzes und an der Geheimniskrämerei der Verhandlungen. Kurz nach der Veröffentlichung äußerte der französische Präsident François Hollande, er werde ein Freihandelsabkommen „im derzeitigen Zustand“ ablehnen. Alle 28 EU-Mitgliedstaaten und das Europäische Parlament müssen dem Abkommen zustimmen.

#### Enthüllung rechtsextremer Netzwerke
Im Herbst 2023 erhielt Greenpeace Hinweise auf ein geheimes Treffen des sogenannten „Düsseldorfer Forums“ in Potsdam, bei dem rechtsextreme Akteure, darunter Martin Sellner, einen „Masterplan zur Remigration“ vorstellen sollten. Das Investigativteam von Greenpeace dokumentierte die Veranstaltung, identifizierte zahlreiche Teilnehmer sowie ein geheimes Konto der Veranstalter. Die gewonnenen Informationen wurden dem Recherchekollektiv Correctiv zur Verfügung gestellt, das am 10. Januar 2024 einen ausführlichen Bericht veröffentlichte.
Diese Enthüllung führte zu einer breiten öffentlichen Debatte und landesweiten Protesten gegen Rechtsextremismus. Auf der Netzwerk-Recherche-Jahrestagung 2024 erhielt die Recherche den Leuchtturm für besondere publizistische Leistungen.

### Bisherige Erfolge
Zu den Erfolgen der Organisation zählen unter anderem das Ende des kommerziellen Walfangs seit 2002, die Einrichtung eines Schutzgebietes in der Antarktis und der vorzeitige Stopp vieler Atombombentestreihen.
Zu den bedeutendsten Erfolgen, die die Organisation ihrem Einfluss zuschreibt, gehören unter anderem die Einstellung von Atomtests auf Amchitka in Alaska (1972) und die Verlängerung des Antarktisvertrages (1991), der die Besitznahme der Antarktis durch andere Staaten oder aus kommerziellen Interessen verbietet. Um letzteres zu sichern, wurde in der Antarktis die World Park Base errichtet, die von 1987 bis 1991 in Betrieb war. Bereits 1983 war ein Weltpark Antarktis gefordert worden. Nach sechs Jahren Verhandlungen unterzeichnete Japan als letzter von 26 Vertragsstaaten das Protokoll des Umweltschutzabkommens, welches somit ab 14. Januar 1998 in Kraft trat.
In einem Patentstreit mit dem Neurobiologen Oliver Brüstle erwirkte Greenpeace 2011 durch den Europäischen Gerichtshof (EuGH) in Luxemburg ein Urteil, das das Patentieren menschlicher embryonaler Stammzellen verbietet. Der Bonner Forscher hatte 1997 ein Patent für nervliche Vorläuferzellen angemeldet, die er aus menschlichen embryonalen Stammzellen herstellte. Greenpeace machte ethische Bedenken gegen die Patente des Wissenschaftlers geltend. Das Bundespatentamt erklärte das Patent daraufhin für nichtig und verwies auf den Schutz der Menschenwürde und des menschlichen Lebens. Als nächste Instanz war der Bundesgerichtshof mit der Sache befasst. Dieser verwies die Frage an den EuGH.
2024 erzielte der von Greenpeace Schweiz initiierte Verein Klimaseniorinnen Schweiz einen Erfolg vor dem Europäischen Gerichtshof für Menschenrechte (EGMR). Dabei wurde die Schweizer Klimapolitik verurteilt, nicht genügend gegen die globale Erwärmung zu unternehmen.

## Organisation

### Greenpeace Deutschland

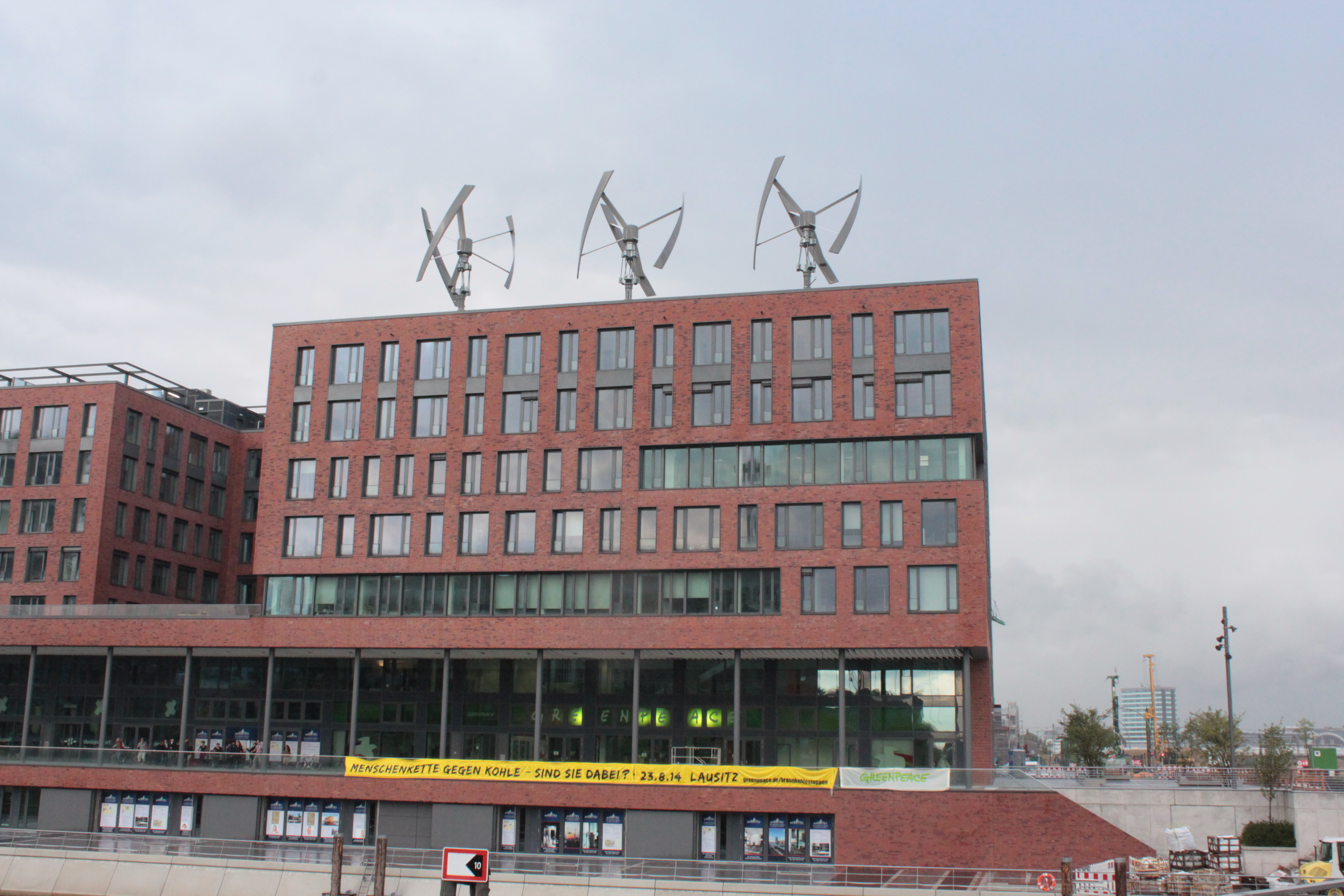
Greenpeace Länderbüro Deutschland, Elbtorquartier Hamburg, mit Darrieus-Rotoren (2014)

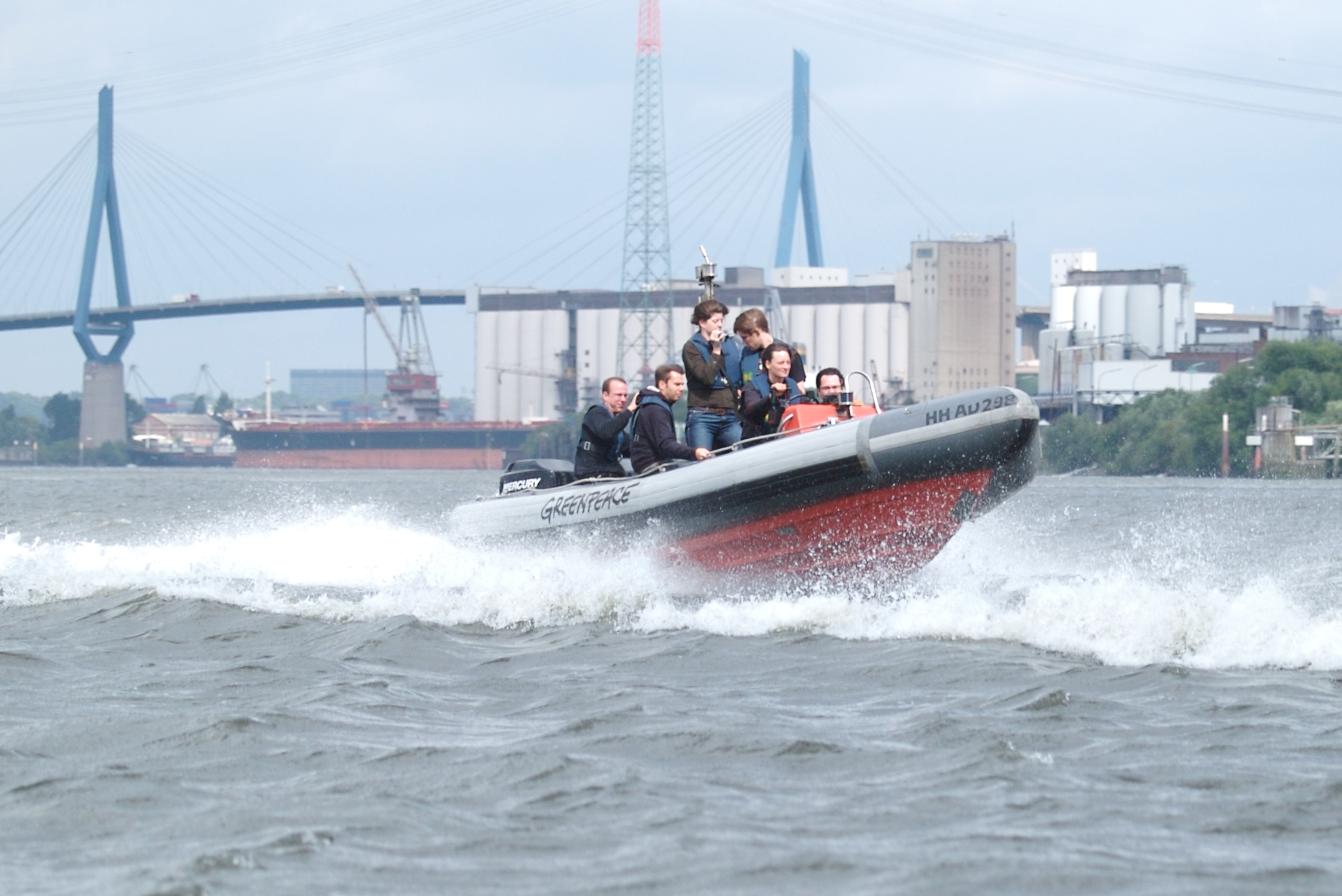
Greenpeace-Boot auf dem Köhlbrand in Hamburg

Die Handlungsfähigkeit der Organisation beruht im Wesentlichen auf den rund 616.000 Fördermitgliedern (Stand 2023), die Greenpeace zu einer der größten deutschen Umweltschutzorganisationen machen. Als finanzstärkstes Länderbüro schultert Greenpeace Deutschland schon seit Jahren den Großteil der Ausgaben für internationale Greenpeace-Kampagnen. 2013 bezog das Länderbüro Deutschland seinen neuen Sitz in der Hamburger HafenCity.

#### Organisation
Greenpeace Deutschland ist ein als gemeinnützig anerkannter, eingetragener Verein. Die Mitgliederversammlung, das oberste Beschlussgremium, besteht laut Satzung aus 40 stimmberechtigten Mitgliedern – zusammengesetzt aus 10 Mitarbeitern von Greenpeace Deutschland, 10 Mitarbeitern von ausländischen Greenpeace-Büros, 10 Personen aus dem öffentlichen Leben sowie 10 ehrenamtlichen Mitgliedern. Diese Begrenzung auf 40 Mitglieder hat Greenpeace den Vorwurf eingebracht, eine undemokratische Organisationsstruktur zu haben. Die Organisation verweist hingegen auf die höhere Effizienz, Schnelligkeit und Unabhängigkeit dieser Organisationsform. Bei basisdemokratischen Mitgliederversammlungen sei meistens nur ein Bruchteil der Wahlberechtigten anwesend, was es Splittergruppen oder Industrielobbyisten leicht machen würde, ihre Stimmmacht zu missbrauchen.
Zu den Geschäftsführern von Greenpeace Deutschland zählten unter anderem Gerd Leipold (1981–1987) Thilo Bode (1989–1995), Birgit Radow (1995–1998), Brigitte Behrens (1999–2016), Sweelin Heuss (2016–2019) und Roland Hipp (2016–2023). Die aktuelle Geschäftsführung besteht aus Martin Kaiser (seit 2016), Sophie Lampl (seit 2022) und Nina Schoenian (seit 2023).

#### Finanzierung
2023 erhielt Greenpeace Deutschland Spenden in Höhe von ca. 84,3 Mio. €. Im Vergleich wurden 2019 Spenden in Höhe von ca. 71,0 Mio. € eingenommen, 2015 waren es 55,5 Mio. € und 2010 wurden 47,7 Mio. € gespendet.
Für nationale und internationale Kampagnen sowie für Kommunikation wurden 2023 mit 76 Mio. € knapp 84 % des Budgets ausgegeben. Der Rest wurde in mittelbare und unmittelbare Spendenwerbung sowie die Verwaltung investiert, wobei die unmittelbare Spendenwerbung (Werbekosten, Betreuung der Fördernden) 9,6 Mio. € kostete.

#### Geschichte
Die erste Aktion von Greenpeace in Deutschland fand am 13. Oktober 1980 statt, als ein Schiff der Firma Kronos Titan an der Verklappung von Dünnsäure in die Nordsee gehindert wurde. Greenpeace Deutschland wurde als Verein am 17. November 1980 in Bielefeld von William Parkinson, Gerhard Dunkel, Dirk Rehrmann u. a. gegründet. Ende Januar 1981 entschied eine Gruppe um David McTaggart, das deutsche Büro nach Hamburg zu verlegen, ohne Rücksprache mit den Bielefelder Aktiven und Vorstandsmitgliedern zu halten.
Die Organisation erlangte in Deutschland eine große Bekanntheit mit ihren Protesten gegen die Dünnsäureverklappung und gegen die Luftverschmutzung mit Dioxinen durch den Chemiekonzern Boehringer. Greenpeace erreichte, dass Boehringer sein Werk 1984 in Hamburg schließen musste. Ebenso gaben die Hersteller von Titandioxid ihr Einverständnis, die Dünnsäureverklappung zu beenden.
1983 starte Greenpeace Deutschland unter der Führung von Gerd Leipold medienwirksam eine Heißluftballonfahrt über die Mauer der damaligen Zonengrenze in DDR nach Ost-Berlin, wobei in einer Höhe von maximal 70 Metern vom Ballon gut lesbar in mehreren Sprachen auf einem Banner stand: „Frieden“ und „Atomteststopp“.
1995 konnte Greenpeace den Konzern Shell dazu bewegen, auf die Versenkung des schwimmenden Öltanks Brent Spar im Atlantik zu verzichten und dass im Jahr darauf international ein Versenkungsverbot für Ölplattformen im Nordatlantik festgeschrieben wurde.
Greenpeace hat im Laufe dieser Kampagne eine stark überhöhte Angabe zur Ölmenge an Bord des Tanks gemacht und dies später der Öffentlichkeit gegenüber auf einen Messfehler zurückgeführt.

#### Greenpeace-Jugend

Logo der Greenpeace-Jugend

Seit 1997 gibt es Jugendaktionsgruppen (JAG) der Greenpeace-Jugend (Alter 14 bis 19 Jahre). In rund 40 Städten sind über 700 Jugendliche auf diese Art und Weise aktiv und richten sich mit ihren Aktionen auch an die Öffentlichkeit und die Politik. Themenschwerpunkte sind dieselben wie die der Greenpeace-Mutterorganisation.
Für Kinder zwischen 10 und 14 Jahren gibt es bei Greenpeace die Möglichkeit so genannte Greenteams zu gründen. Hier können sich die Kinder – mit ein wenig Hilfe von Erwachsenen – auch schon für den Umweltschutz engagieren und eigene Aktionen gestalten.

#### Ozeaneum Stralsund
Greenpeace arbeitet mit der Stralsunder Stiftung Deutsches Meeresmuseum zusammen. Die Organisation gestaltet eine Ausstellung im Ozeaneum Stralsund mit, in der unter dem Titel 1:1 Riesen der Meere in einer 18 Meter hohen Halle lebensgroße Modelle verschiedener Walarten präsentiert werden.

#### Weitere Projekte
Ein weiteres wichtiges Standbein sind die über 100 Ortsgruppen mit ihren rund 10.000 Ehrenamtlichen.
Neben dem Verein gibt es noch andere Organisationen mit dem Namen Greenpeace in Deutschland:
Die Greenpeace Stiftung ist verbunden mit dem Bergwaldprojekt, das 1987 durch Greenpeace Schweiz gegründet wurde.
Außerdem gab es das Greenpeace-Magazin, das von der Greenpeace Media GmbH herausgegeben wurde.
Im Laufe der Jahre versuchte die Organisation verstärkt, Alternativen aufzuzeigen und Antworten auf Umweltfragen vorzustellen:
- Entgegen allen Bedenken von Papierherstellern und Zeitschriftenverlagen gelang es Greenpeace, die Entwicklung von chlorfrei gebleichtem Papier voranzutreiben. Am 1. März 1991 zeigten Aktivisten vor dem Spiegel-Verlagsgebäude anhand eines „Das Plagiat“ getauften Nachdrucks, dass man sehr wohl chlorfrei gebleichtes Papier herstellen kann, das hochwertig genug ist, um im Tiefdruckverfahren bedruckt zu werden.[70]
- 1993 brachte Greenpeace in Zusammenarbeit mit dem Hersteller Foron und dem von Harry Rosin geleiteten Dortmunder Hygieneinstitut mit dem Greenfreeze den weltweit ersten Kühlschrank auf den Markt, der ohne Fluorchlorkohlenwasserstoffe (FCKW) oder Fluorkohlenwasserstoffe (FKW) als Kühlmittel auskam. Vorher war behauptet worden, ein Ersatz dieser Stoffe zu günstigen Preisen sei nicht möglich.[71]
- Greenpeace stellte 1996 einen Pkw vor, den Twingo Smile, der bei 90 km/h weniger als drei Liter Benzin auf 100 Kilometer verbraucht. Mit einem Kredit von Greenpeace baute dafür die Schweizer Firma Wenko einen serienmäßigen Renault Twingo mit Benzinmotor so um, dass der Kraftstoffverbrauch halbiert wurde.[72] Die Konzeptstudie traf bei den Fahrzeugherstellern und Verbrauchern aber auf geringes Interesse.
- Auf Initiative des Greenpeace e. V. wurde 1999 die Genossenschaft Greenpeace Energy (heute Green Planet Energy) als finanziell und organisatorisch von Greenpeace e. V. unabhängiges Energieversorgungsunternehmen gegründet. Green Planet Energy umfasst etwa 28.000 Mitglieder und verkauft Strom aus regenerativen Stromquellen an etwa 202.000 Kunden (Stand: Juni 2021).[73]

### Gemeinnützigkeit
Einige Kritiker stellen deren steuerliche Begünstigung in Frage, in den USA etwa die von ExxonMobil finanzierte und ausschließlich zur Beobachtung von Greenpeace gegründete Public Interest Watch (PIW). Im März 2006 bestätigte die Steuerbehörde IRS, dass Greenpeace USA zu Recht die Steuervorteile einer Non-Profit-Organisation besitzt.
In Deutschland gab es mehrere Versuche, die Gemeinnützigkeit abzuerkennen, die jedoch bislang nicht erfolgreich waren. Im Dezember 2004 untersuchte das Finanzamt Hamburg, ob Greenpeace gegen Gesetze verstoßen hatte und dem Verein deshalb der Status der Gemeinnützigkeit für 2003 aberkannt werden sollte. 2004 und 2005 forderten Unternehmer und Politiker aus Sachsen-Anhalt und Bayern den Entzug der Steuerprivilegien und die Aberkennung der Gemeinnützigkeit. Der damalige Finanzminister Sachsen-Anhalts Karl-Heinz Paqué begründete seine Forderung damit, dass Greenpeace Gesetzesverstöße wie Feldzerstörungen oder Castor-Blockaden begangen habe bzw. solche rechtswidrigen Aktionen billige.
1989 wurde in Kanada das Steuerrecht für gemeinnützige Organisationen geändert. Greenpeace und andere Organisationen verloren dadurch den Status der Gemeinnützigkeit.
Am 6. Mai 2011 wurde die Berufung im Zuge eines abgewiesenen Antrags von Greenpeace of New Zealand Inc. auf Gemeinnützigkeit durch den High Court of New Zealand abgelehnt, da die Organisation durch ihr Lobbying zu politisch orientiert sei. In diesem Zusammenhang wurden auch potentiell illegale Aktivitäten durch Greenpeace als Begründung genannt.

### Greenpeace weltweit

Internationale Niederlassungen von Greenpeace

Greenpeace arbeitet mit 27 nationalen und 15 regionalen Büros. Die Arbeiten der einzelnen Greenpeace-Sektionen sind untereinander koordiniert, die internationalen Kampagnen und Arbeitsgebiete werden unter Federführung von Greenpeace International entwickelt und für alle Länderbüros vorgeschlagen. Vom 1. August 2019 bis zum 28. Februar 2022 war Jennifer Morgan Geschäftsführerin von Greenpeace International. Chair of the Board von Greenpeace International ist seit April 2017 Ayesha Imam.
Die internationale Greenpeace-Organisation ist die Stiftung Greenpeace Council, eine Stiftung nach niederländischem Recht mit Sitz in Amsterdam. Sie ist unter der Nummer 41200415 der Handelskammer Amsterdam registriert. Die Greenpeace-Organisationen sind in den verschiedenen Staaten in unterschiedlichen Rechtsformen organisiert: In Deutschland als eingetragener Verein, in der Schweiz als eine Stiftung. Der Schweizer Ableger von Greenpeace wurde im November 1984 in Zürich gegründet. 2019 erhielt Greenpeace Schweiz Spenden in der Höhe von rund CHF 24,2 Mio. In Österreich hatten Umweltschützer 1982 die Vereinigung „Freunde von Greenpeace“ gegründet.

### Greenpeace-Schiffe
Seit Greenpeace gegründet wurde, spielen Hochseeschiffe in den jeweiligen Kampagnen eine sehr große Rolle.

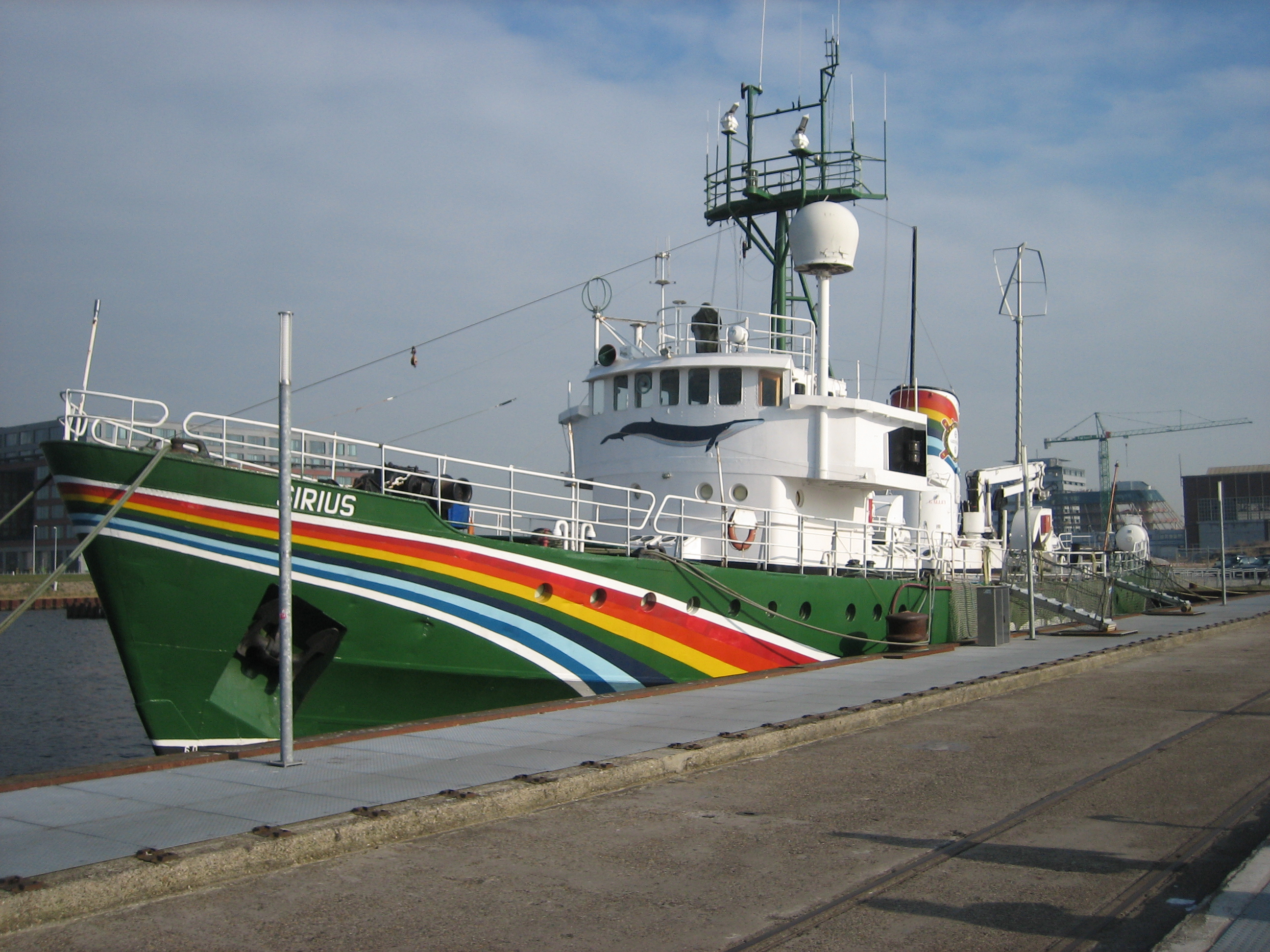
Sirius im Hafen von Amsterdam

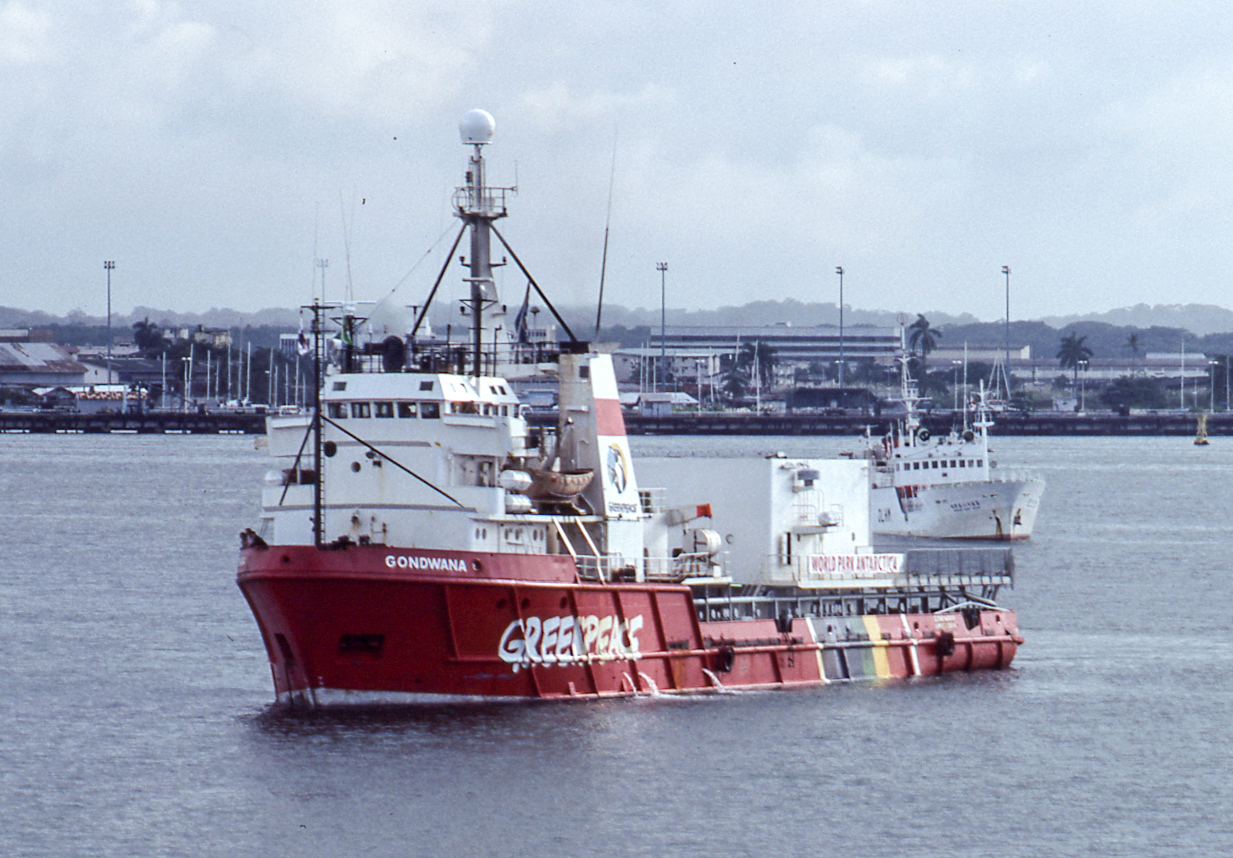
Eisklassen-Schiff Gondwana, 1988 im Panamakanal

1978 stellte Greenpeace die Rainbow Warrior in Dienst, einen 40 Meter langen früheren Fisch-Trawler. Einer der ersten Einsätze der Rainbow Warrior wandte sich gegen isländischen Walfang. Zwischen 1978 und 1985 engagierten sich Mitglieder der Mannschaft direkt bei friedlichen Aktionen gegen das Abladen von giftigem und radioaktivem Müll in Ozeanen, gegen die Jagd auf die Kegelrobbe auf den Orkney-Inseln und gegen Atomtests im Pazifik.

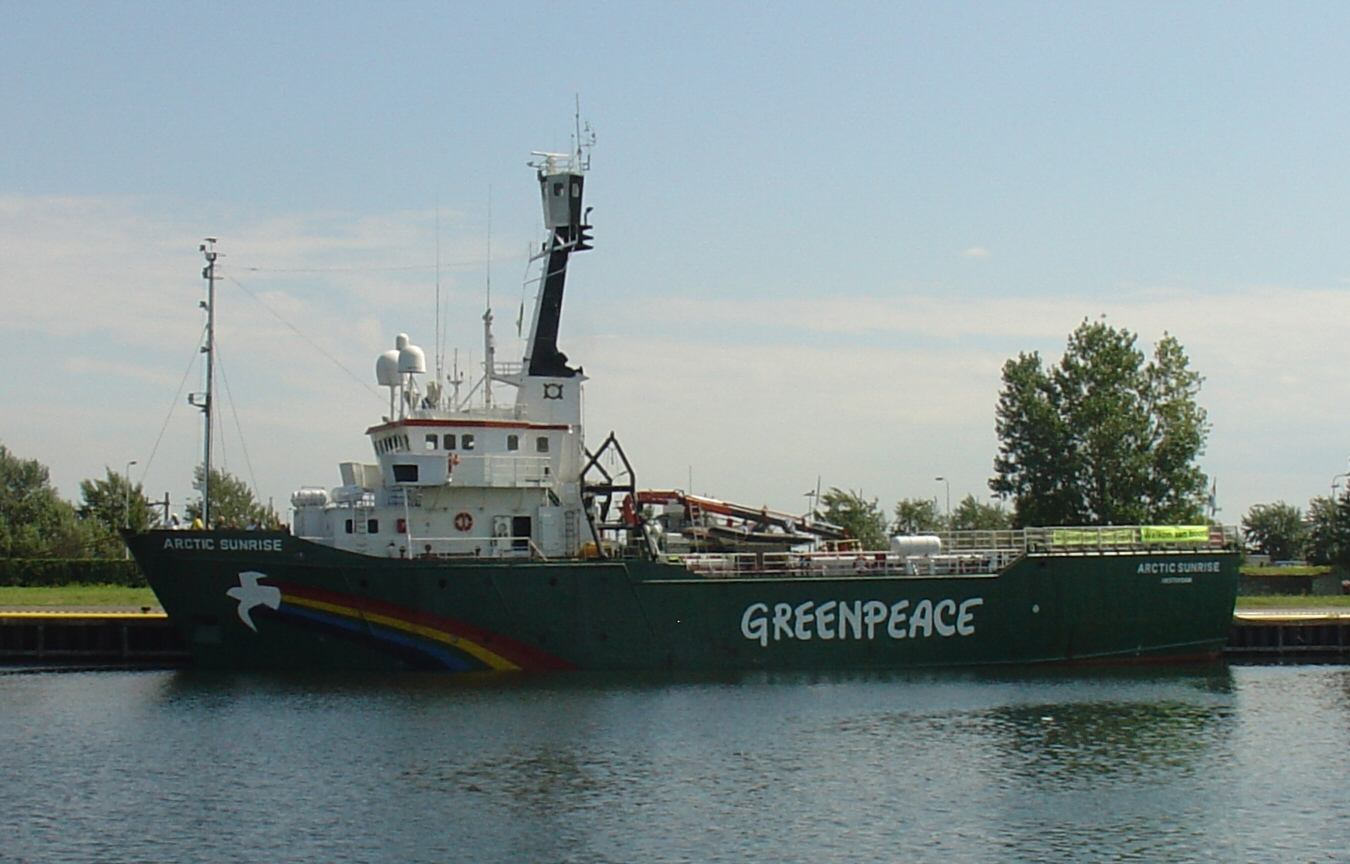
Arctic Sunrise

1985 sollte Rainbow Warrior in den Gewässern um das Mururoa-Atoll demonstrieren, wo Frankreich gerade Atomtests durchführte. Bei der Versenkung des Schiffes (siehe Versenkung der Rainbow Warrior) mit zwei Bomben durch den französischen Geheimdienst kam auch der Fotograf Fernando Pereira ums Leben.
1989 gab Greenpeace den Auftrag, ein Ersatzschiff zu beschaffen, das Rainbow Warrior genannt wurde. Es war das Flaggschiff der Greenpeace-Flotte, bis es am 16. August 2011 in Singapur der NGO Friendship übergeben wurde.
Am 4. Juli 2011 setzte sich durch den Stapellauf der Rainbow Warrior die Namenstradition fort. Das neue Schiff hat Platz für 32 Besatzungsmitglieder und einen Helipad. Vornehmlich als Segler konzipiert, hat es dennoch einen effizienten Dieselmotor mit Katalysator, was bei Schiffsmotoren unüblich ist. Der Preis für das werftneue Schiff betrug 23 Millionen Euro.

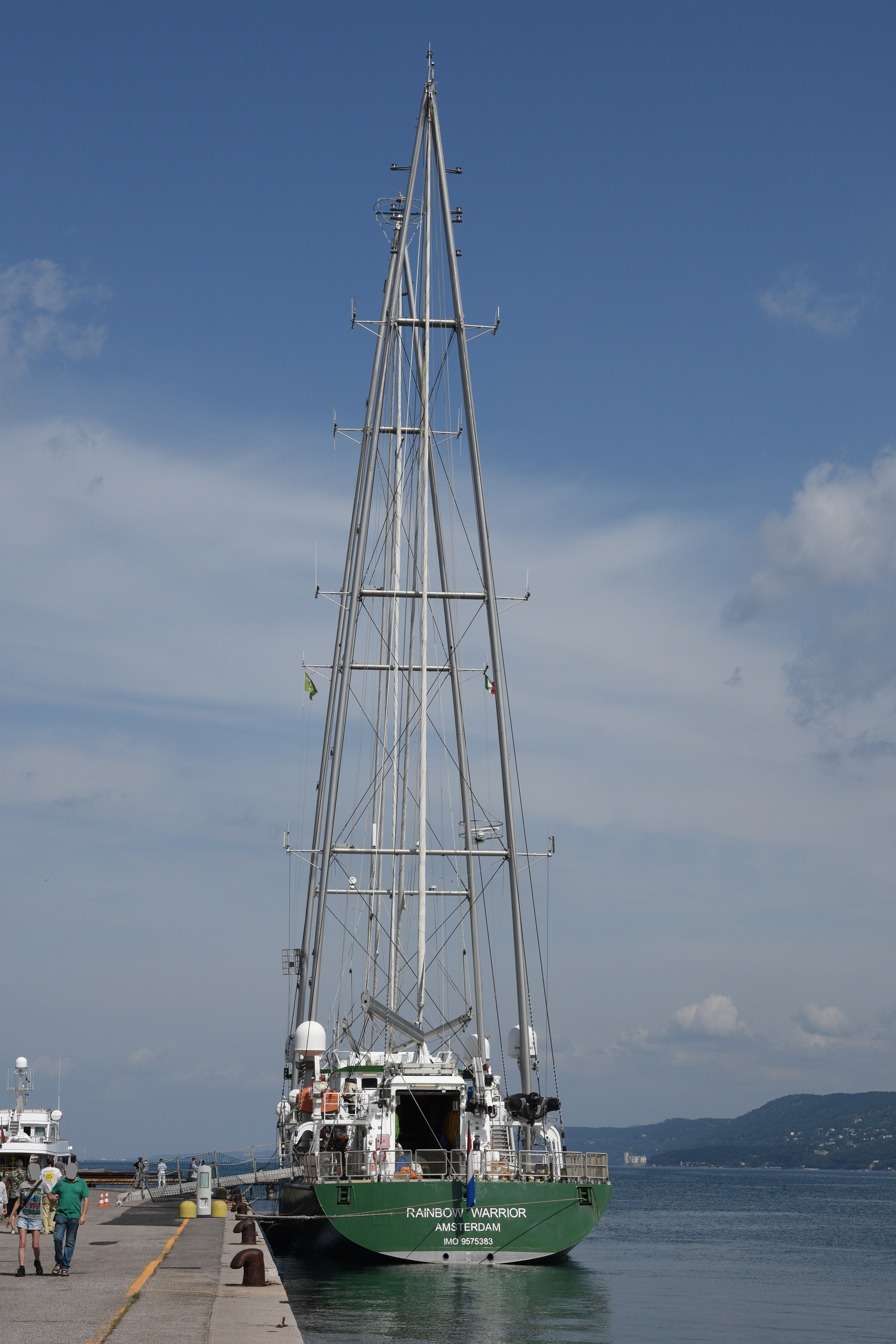
Rainbow Warrior (III)

Weitere Schiffe, die sich im Besitz von Greenpeace befinden, sind die Sirius (seit 1981), die Arctic Sunrise (seit 1996), die Esperanza (seit 2002) und die Beluga II (seit 2004).
1995 erregte das gecharterte Greenpeace-Schiff Altair erhebliches Aufsehen in den Medien, erst als es am 30. April die Tank- und Verladeplattform Brent Spar in der Nordsee besetzte, um deren Versenkung im Atlantik zu verhindern, und dann ein zweites Mal, als es am 25. Oktober im italienischen Brindisi von der Besatzung einer französischen Fregatte geentert und beschädigt wurde.
Am 19. September 2013 wurde die Arctic Sunrise von Beamten des russischen Grenzschutzes gestürmt. Greenpeace-Aktivisten hatten am Vortag versucht, die Ölplattform Priraslomnaja des russischen Staatskonzerns Gazprom in der Petschorasee zu besetzen.

## Rezeption

### Lob
Greenpeace wurde bei den Save The World Awards 2009, die in Zwentendorf/NÖ überreicht wurden, ein Preis für sein weltweites Engagement zum Schutz des Weltklimas verliehen.
Frank Zelko sieht vor dem Hintergrund eines auf Eigeninteressen ausgerichteten Wirtschaftssystems die globale Bürgerpolitik von Greenpeace, das heißt die Erzeugung ökologischer Sensibilität durch gewaltfreie direkte Aktion als das bedeutendste Vermächtnis der Organisation.

„Welche Unzulänglichkeit Greenpeace auch aufweisen mag, diese Vereinigung hat eine neue und wirkmächtige Methode geschaffen, sich mächtigen Institutionen, die sich an der Umwelt vergreifen wollen, in den Weg zu stellen.“

Harald Lesch sieht die Arbeit von Greenpeace gerade auch im Hinblick auf die Folgen der Klimaerwärmung als wichtiges Korrektiv zur Haltung von Politik und Industrie, die oftmals von Blockade und Profitinteressen geprägt ist. Die Aktionen von Greenpeace können Menschen ermutigen, sich für Umwelt- und Klimabelange auch auf politischer Ebene einzusetzen. Die spektakulären Aktionen, mit denen Umweltverbrechen einer breiten Öffentlichkeit zugänglich gemacht werden, haben gemäß Lesch zu nationalen und internationalen Umweltschutzbestimmungen geführt. Als Beispiel führt er das Versenkungsverbot für Ölplattformen im Nordostatlantik 1998 oder das 2001 erlassene Verbot des Schiffsanstrichs TBT an. Er hebt den lösungsorientierten Ansatz der Organisation hervor, indem er auf das von Greenpeace entwickelte Energiekonzept Plan oder den klimafreundlichen Kühlschrank Greenfreeze verweist.
Klaus Moegling stellt zusammenfassend fest, dass Greenpeace bei aller Kritik „ein wichtiger Faktor im Kampf gegen Umweltverbrechen von Konzernen und Staaten“ war. Es ist der Organisation zu verdanken, dass der kommerzielle Walfang weitgehend zum Stillstand gekommen ist, Atomwaffentests deutlich reduziert wurden wie auch die Öffentlichmachung der Praxis, Textilchemikalien in Gewässer ärmerer Staaten einzuleiten. Weiter geht er davon aus, dass die „direkte und wirksame Aktivitätskultur“ von Greenpeace Aktionsformen von Bewegungen wie Extinction Rebellion oder Foodwatch beeinflusst haben.
Angela Merkel
Am 30. August 2021 hielt Angela Merkel in Stralsund die zentrale Rede auf der Feier zum 50. Jubiläum von Greenpeace International.

### Kritik

#### Undemokratische Strukturen
Undemokratische Strukturen werden der Organisation immer wieder vorgeworfen. Im Gegensatz zu den meisten anderen großen Umweltorganisationen haben die Basis-Aktivisten und Förderer bei Greenpeace nur wenige bzw. keine Mitwirkungsrechte, so spricht der Spiegel von einem „nicht eben demokratische[n] Verbandsaufbau“. Bereits in den 1980er-Jahren spaltete sich die Organisation Robin Wood „unter anderem aus Protest gegen den als undemokratisch empfundenen ‚Öko-Multi‘ Greenpeace“ ab. Greenpeace argumentiert, dass eine international handlungsfähige Organisation nicht jede einzelne Entscheidung basisdemokratisch treffen könne, und verweist auf die höhere Effizienz, Schnelligkeit und Unabhängigkeit seiner Organisationsform.

#### Unwissenschaftlichkeit
Patrick Moore, ehemaliger Präsident und Mitgründer von Greenpeace International, hat sich inzwischen von der Organisation abgewandt. Er wirft der Organisation ideologische Verblendung vor, die in einer rigorosen Protesthaltung gipfelte und bei der sich die Organisation weigere, Konsens in Bezug auf Ökologie zu schaffen. So sagte der heute für die Forstwirtschaft arbeitende Moore in einem Interview:

„Greenpeace hat sich von Logik und Wissenschaft verabschiedet. Die Kampagnenprofis arbeiten mit emotionalen Bildern. Für viele Menschen sieht ein Tulpenfeld viel besser aus als ein frischer Kahlschlag, wo nur noch häßliche Baumstümpfe zu sehen sind. Viele denken leider nicht so weit, dass der Wald wieder nachwächst und dass die Forstindustrie auch ein starkes ökonomisches Interesse daran hat, dass er nachwächst. Die biologische Vielfalt eines Tulpenfeldes tendiert jedoch gegen Null.“

Zelko kommt zum Ergebnis, dass Greenpeace allenfalls vorgeworfen werden kann, sich auf wissenschaftliche Studien zu beziehen, die den eigenen Interessen am besten dienen. Dies gelte gleichermaßen für den Kritiker Patrick Moore.
Ein konkretes Beispiel für den Vorwurf der Unwissenschaftlichkeit ist die Ablehnung des Goldenen Reises. Moore warf der Organisation im Zusammenhang mit deren Lobby-Tätigkeit gegen die Zulassung von Goldenem Reis eine Mitschuld am Tod von Kindern in Entwicklungsstaaten und Verbrechen gegen die Menschlichkeit vor.
Laut Ingo Potrykus, dem Mitbegründer des Projekts Goldener Reis hätte Greenpeace Probleme, wenn die Menschen erkennen würden, dass die Angst vor dem genetisch veränderten Reis unbegründet sei und dass die Technologie zur Rettung von Menschenleben eingesetzt werden könnte.
Paul Watson war 1972 eines der ersten Mitglieder von Greenpeace und hatte die Organisation schon vor deren offizieller Gründung unterstützt. 1977 verließ Watson Greenpeace im Streit und gründete die Sea Shepherd Conservation Society. Ihm war die Organisation Greenpeace zu passiv und zu ineffizient.
Nach seinen Worten hat sich Greenpeace zur größten „Wohlfühlorganisation“ der Welt entwickelt. Er sagt, dass Menschen Greenpeace beitreten, um sich gut zu fühlen. Sie wollen sich als Teil der Lösung fühlen und nicht als Teil des Problems. Nach der Meinung von Paul Watson ist Greenpeace ein Geschäft. Dieses Geschäft verkaufe den Menschen ein gutes Gewissen.
Im Januar 2016 kritisierte Watson den Arktis-Experten Jon Burgwald und forderte dessen Rücktritt, nachdem dieser in einem Interview die indigene Robbenjagd als „ethisch“ und „nachhaltig“ bezeichnete.

#### Finanzen
Im Juni 2014 wurde bekannt, dass durch Devisentermingeschäfte eines Mitarbeiters der Greenpeace-Zentrale in Amsterdam zur Absicherung von Währungsschwankungen Verluste in Höhe von insgesamt 3,8 Millionen Euro entstanden. Das Geld sei ursprünglich für den Aufbau neuer Staatenorganisationen gedacht gewesen, der Verlust sei laut einem Greenpeace-Sprecher „gravierend, aber nicht existenzbedrohend“, aktuelle Kampagnen seien nicht gefährdet. Greenpeace International hat nach eigenen Angaben allein 2012 rund 270 Millionen Euro eingenommen, die Gelder stammten auch hier größtenteils aus Spenden.
Vorsatz und persönliche Motive konnten laut Greenpeace ausgeschlossen werden. Der mittlerweile entlassene Finanzmitarbeiter für den internationalen Bereich hatte offenbar eine Firma damit betraut, Organisations-Gelder anzulegen. Dass Makler auf dem Finanzspekulationsmarkt, mit fortwährenden globalen Schäden, mit Greenpeace-Geldern „zocken“, wird kritisiert und stattdessen mehr Geldanlage in ökologische Unternehmen gefordert. Nach dem Bekanntwerden der Millionenverluste hat Greenpeace in Österreich rund 200 und in Deutschland rund 700 Förderer verloren. Ein Sprecher von Greenpeace Österreich sagte, es habe gerade in dieser schwierigen Situation auch viele zusätzliche Spenden gegeben – aus Solidarität.
Kurz nach den Devisenverlusten wurde bekannt, dass Programmdirektor Pascal Husting seit 2011 bis zum Bekanntwerden des Skandals jede Woche von Luxemburg nach Amsterdam geflogen ist. Greenpeace International hat sich entschuldigt, und Pascal Husting pendelte seitdem mit dem Zug.
Für Kampagnen wurden 2019 mit 46,5 Mio. € nur 68 % der Spendeneinnahmen ausgegeben.

#### Aufruf der Nobelpreisträger 2016
Ende Juni 2016 unterzeichneten mehr als ein Drittel der weltweit lebenden Nobelpreisträger eine gemeinsame Erklärung, in der Greenpeace in scharfen Worten dazu aufgerufen wird, die Ablehnung der grünen Gentechnik zu überdenken.

#### Abwrackung der Rainbow Warrior II
Die Rainbow Warrior II wurde nach ihrem Verbleiben als Versorgungsschiff trotz Vetorechts, von welchem Greenpeace keinen Gebrauch machen wollte, in Bangladesh abgewrackt, unter sowohl für die Angestellten wie auch für die Umwelt bedenklichen Bedingungen.

#### „Unerwünschte Organisation“ in Russland
Im Mai 2023 erklärte Russland Greenpeace zur „unerwünschten Organisation“.

## Gesetzesverstöße und Folgen

### Protest gegen die Wiederaufarbeitungsanlage Wackersdorf
Greenpeace protestierte in den 80er Jahren vehement gegen den Bau der atomaren Wiederaufarbeitungsanlage Wackersdorf (WAA). 
Am 20. November 1986 blockierten Greenpeace-Aktivisten die Einfahrt zum WAA-Baugelände. Mit zwei Kipplastern wurde Mutterboden abgekippt und mit Bäumen bepflanzt. Das Gelände wurde danach von der Polizei abgeriegelte, die Sitzblockade aufgelöst und etwa 22 Leute kurzzeitig festgenommen.
Am 27. Oktober 1988 gelang es Greenpeace-Aktivisten einen Baukran inmitten des polizeilich abgeriegelten WAA-Geländes zu besetzen und ein Transparent mit der Aufschrift "Sonne statt Plutonium - Greenpeace" am Ausleger zu befestigen.
1988 gab Greenpeace die WAA-Sicherheitsstudie »Restrisiko« in Auftrag. Autor Helmut Hirsch und Nuklearexperten der »Gruppe Ökologie« rechneten in mehreren Szenarien Ablauf und Folgen von schweren Unfällen durch.

### Sachbeschädigung und Nötigung
Im Februar 1998 wurden zwei Mitglieder von Greenpeace wegen versuchter Nötigung in Tateinheit mit Sachbeschädigung und wegen Beihilfe zur versuchten Nötigung in Tateinheit mit Sachbeschädigung verurteilt, nachdem sie im April 1996 an einer Gleisblockade teilgenommen hatten.

### Protest gegen das US-Raketen-Abwehr-Programm in Los Angeles
Am 14. Juli 2001 drangen 15 Greenpeace Mitglieder, darunter 2 Deutsche, friedlich von der Meeresseite aus schwimmend in die Sicherheitszone des kalifornischen Raketentestgeländes auf der Vandenberg Air Force Base in Los Angeles ein und verzögerten einen Raketenstart um etwa 40 Minuten. Greenpeace protestierte mit dieser Aktion gegen das auch „Star Wars“ genannte Projekt der USA. Zum damaligen Zeitpunkt verstießen die US-Pläne gegen den ABM-(Anti Ballistic Missile)-Vertrag von 1972 zwischen Russland und USA, der eine gegenseitige Begrenzung der Zahl und Art von Abfangsystemen festschrieb.
Die Beteiligten wurden festgesetzt und später wegen unbefugtem Eindringen in die Sicherheitszone eines Raketentest- bzw. Militärgeländes, Verschwörung und Nichtbefolgen von Anweisungen der Küstenwache angeklagt. Während des Prozesses wurden die Anklagepunkte beibehalten, aber von der Staatsanwaltschaft auf ein minderschweres Vergehen reduziert.

### Aktion UN-Klimagipfel 2009 in Kopenhagen
Im Dezember 2009 gelang es elf Greenpeace-Aktivisten, sich kurz vor Ende des UN-Klimagipfels in Kopenhagen in ein Gala-Essen von Staatsoberhäuptern aus aller Welt einzuschleusen und ein Transparent mit der Beschriftung 'Die Politiker reden – die Führer handeln' zu entrollen. Ein Greenpeace-Aktivist blieb als «Staatsoberhaupt im Smoking» gemeinsam mit einer Frau, die ein rotes Abendkleid trug, von diversen Sicherheitskontrollen im Kopenhagener Schloss Christiansborg unentdeckt. Die Aktivisten wurden in Dänemark wegen Hausfriedensbruch, Amtsanmaßung und Fälschung öffentlicher Urkunden angeklagt (vgl. Gamillscheg 2011).

### Hausfriedensbruch und Sachbeschädigung KKW Neckarwestheim
2012 wurden 59 Mitglieder von Greenpeace wegen Hausfriedensbruch und Sachbeschädigung verurteilt, nachdem sie 2011 in das Gelände der beiden Kernkraftwerke in Neckarwestheim eingedrungen waren.

### Beschädigung von UNESCO-Weltkulturerbe
Im Dezember 2014 platzierten Greenpeace-Aktivisten während der Weltklimakonferenz in Lima Stofftücher in unmittelbarer Nähe der Kolibri-Figur der Nazca-Linien, welche den Schriftzug „Time for change! The future is renewable!“ sowie das Greenpeace-Logo darstellten. Die peruanische Regierung verurteilte die Aktion an der empfindlichen archäologischen Stätte und ersuchte um die Festnahme der 20 Beteiligten, was jedoch von einem lokalen Gericht zurückgewiesen wurde. Nach Ana María Cogorno, der Vorsitzenden der Nazcalinien-Schutzorganisation Asociación María Reiche, sind die durch Greenpeace am UNESCO-Weltkulturerbe verursachten Schäden irreparabel.

### Britische Unterhauswahl 2015
Im April 2017 wurde in Großbritannien ein Bußgeld von 30.000 britischen Pfund (ca. 36.000 €) gegen Greenpeace verhängt, weil die Organisation sich vor der Unterhauswahl 2015 bewusst nicht als „drittbeteiligte Kampagnenorganisation“ registriert hatte. Damit ist Greenpeace die erste Organisation, die nach dem 2014 in Kraft getretenen britischen Lobbygesetz (Transparency of Lobbying, Non-Party Campaigning and Trade Union Administration Act) sanktioniert wurde, welches die Einflussnahme von Dritten auf den Wahlausgang beschränken soll.

### Gefährlicher Eingriff in den Straßenverkehr
Im Juni 2018 hatten Greenpeace-Aktivisten 3500 Liter gelbe Farbe im Kreisverkehr um die Siegessäule in Berlin verteilt, um von oben betrachtet eine Sonne als „strahlendes Symbol für die Energiewende“ entstehen zu lassen. Die Aktion zog den Sturz eines Motorradfahrers und einer Radfahrerin nach sich, zudem sei es zu Auffahrunfällen mit Sachschaden gekommen. Durchsuchungen des Hauptsitzes, eines Aktionsmittellagers in Berlin, der Greenpeace Media GmbH in Hamburg sowie der Wohnungen mehrerer Aktivisten wie in Halle und Bamberg sollen gefolgt sein. Eine fünfstellige Rechnung der Berliner Stadtreinigung wurde erhoben. Für die Reinigung der Fahrbahn wurden 135.000 Liter Wasser aufgebraucht, welches anschließend von einer Spezialfirma entsorgt werden musste. Greenpeace-Sprecher Martin Bussau bezeichnete die Vorwürfe als „nahezu absurd“ und vermutete, dass versucht werde, die Organisation einzuschüchtern.

### Sprühaktion am Flughafen Charles de Gaulle
Im März 2021 drangen neun Aktivisten von Greenpeace in das Gelände des Pariser Flughafens Charles de Gaulle ein und haben dort eine Boeing 777-200 der Air France mit grüner Farbe besprüht, um „so Greenwashing in der Branche an[zu]prangern.“ Der französische Transportminister sprach von einem gravierenden Sicherheitsvorfall. Im Juni 2021 wurden die Beteiligten wegen Sachbeschädigung und Störung von Flughafeneinrichtungen angeklagt.

### Diebstahl von VW-Autoschlüsseln
Auf dem Gelände des Seehafens Emden entwendeten Greenpeace-Aktivisten im Mai 2021 die Autoschlüssel von über 1.000 zu verladenden Neuwagen der Volkswagen AG, um gegen deren Unternehmenspolitik zu demonstrieren. Die Polizei stellte die Schlüssel auf der Zugspitze sicher. Verfolgt wird der „strafrechtliche Vorwurf des Hausfriedensbruchs und des besonders schweren Falls des Diebstahls“.

### Körperverletzungen bei Fußball-EM-Spiel 2021
Kurz vor Anpfiff des Fußball-Europameisterschaft-Spiels Frankreich gegen Deutschland in München am 15. Juni 2021 wollte ein Aktivist trotz Flugverbots über der Allianz Arena einen großen, gelben Ball mit einer Protestaufschrift über dem Stadion abwerfen. Doch der Gleitschirmflieger stürzte mit seinem elektrisch angetriebenen Motorschirm ab und musste auf dem Spielfeld notlanden. Dabei traf er verschiedene technische Einrichtungen und verletzte zwei Personen, die beide mit Kopfverletzungen in Münchner Krankenhäuser gebracht wurden. Der Pilot, ein in Rosenheim arbeitender Chirurg aus Pforzheim, wurde vorläufig festgenommen. Die Polizei prüft mehrere strafrechtlich relevante Delikte wie gefährliche Körperverletzung, Hausfriedensbruch sowie Delikte nach dem Luftverkehrsgesetz. Die UEFA sprach von einer rücksichtslosen und gefährlichen Aktion, der DFB verurteilte die Aktion als nicht hinnehmbar. Der Grünen-Fraktionsvize Konstantin von Notz bezeichnete dies als „wichtiges Thema, aber krass idiotische und unverantwortliche Aktion“. Bayerns Innenminister Joachim Herrmann nannte den Piloten einen unverantwortlichen Abenteurer, „der seine Flugkünste selbst maßlos überschätzt hat und dadurch Leib und Leben von Zuschauern im Stadion ernsthaft gefährdet hat“. Der Journalist Friedrich Küppersbusch kommentierte, die Aktion sei „der dümmste Absprung über einem Stadion seit Jürgen W. Möllemann und das schlimmste EM-Eigentor von allen“ gewesen. Laut Greenpeace hatte die Aktion nie die Absicht, das Spiel zu stören oder Menschen zu verletzen.

## Newsletter und Zeitschrift
Der Verein versendet Newsletter zu aktuellen Kampagnen und Aktionen und viermal pro Jahr kostenfrei die Zeitschrift Greenpeace Nachrichten (ISSN 1437-0743) an seine Förderer.

## Dokumentarfilme
- Jagdzeit – Den Walfängern auf der Spur (2009)
- Greenpeace: From hippies to lobbyists. Al Jazeera World, Juni 2012 (Video, englisch, 47 Min.)
- Die Greenpeace-Story (Video, deutsch, 40 Minuten)
- How to change the world (2015)

## Weblinks

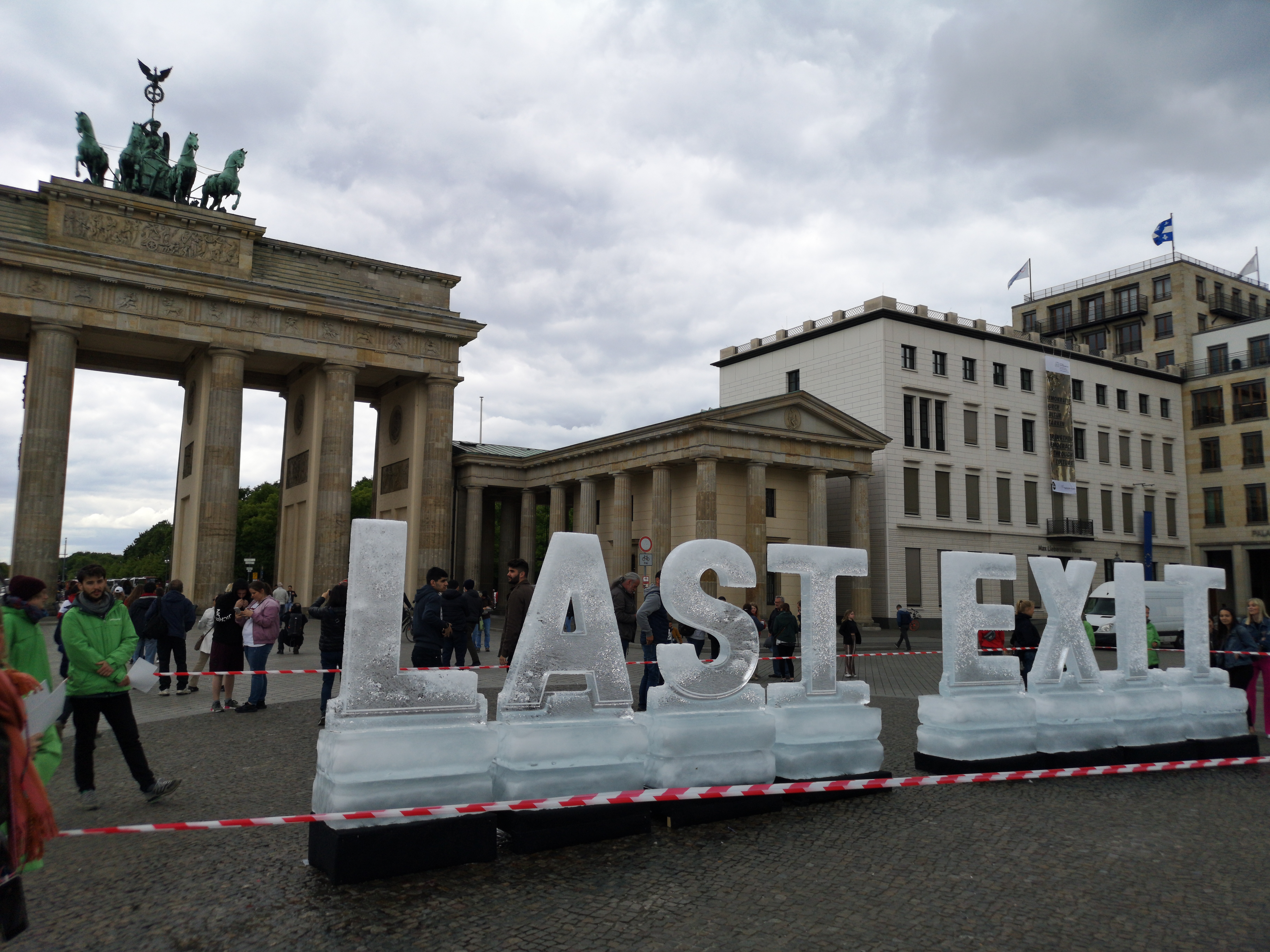
Aktion „Last Exit“ mit schmelzenden Eisblöcken am Brandenburger Tor (Berlin) während des Petersberger Klimadialogs im Mai 2019